# Липанский апаче
Липанский апаче (Lipan, Lipan Apache) — мёртвый восточный южноатабаскский язык, на котором говорил народ апачей липаны, которые проживают на резервации Мескалеро штата Нью-Мексико в США. В настоящее время народ говорит на английском языке.

## Социолингвистическая ситуация
Считается, что липан — вымерший язык. Однако не все разделяют это мнение, и возможно несколько носителей в резервации апачей Мескалеро еще живы.